# John Mikaelsson
John Fredrik Mikaelsson (Kristinehamn, 6 september 1913 - Placer County, 16 juli 1987) was een Zweeds atleet gespecialiseerd in het snelwandelen

## Loopbaan
Mikaelsson liep op 30 mei 1937 een wereldrecord van 1.32,12 op de 20 kilometer. Zijn beste jaren vielen samen met de Tweede Wereldoorlog in 1946 verbeterde hij zijn eigen wereldrecord naar 1.31,44. In 1946 werd hij Europees kampioen op de 10 kilometer snelwandelen op de baan. Tijdens de Olympische Zomerspelen 1948 won hij de gouden medaille, vier jaar later prolongeerde hij zijn olympische titel. In dat zelfde jaar stopte hij met snelwandelen. In 1956 emigreerde Mikaelsson naar de Verenigde Staten waar hij in 1987 overleed.

## Titels
- Europees kampioen 3 km snelwandelen - 1946
- Olympisch kampioen 10 km snelwandelen - 1948, 1952

## Palmares

### 10 km snelwandelen
- 1946:  EK - 46.05,2
- 1948:  OS - 45.02,8
- 1950:  EK - 46.48,2
- 1952:  OS - 45.13,2

1912: George Goulding ·
1920: Ugo Frigerio ·
1924: Ugo Frigerio ·
1948: John Mikaelsson ·
1952: John Mikaelsson